# Alexander Kerst
Alexander Kerst (Kralupy nad Vltavou, 23 de fevereiro de 1924 - 9 de dezembro de 2010) foi um ator de televisão austríaco.

## Filmografia selecionada[2]
| Ano       | Título                                         | Papel                                      | Notas                     |
| --------- | ---------------------------------------------- | ------------------------------------------ | ------------------------- |
| 1952      | Adventure in Vienna                            | Polícia                                    |                           |
| 1953      | Flucht ins Schilf                              | Alexander Riss                             |                           |
| 1954      | Daybreak                                       | Jochen Freyberg                            |                           |
| 1955      | Island of the Dead                             | Dr. Henry Gordon                           |                           |
| 1955      | Ciske de Rat                                   | Herr Freimuth                              |                           |
| 1955      | Lost Child 312                                 | Achim Lenau                                |                           |
| 1956      | Beichtgeheimnis                                | Fiscal                                     |                           |
| 1956      | Das Abschiedsgeschenk                          | Frank Hunter                               |                           |
| 1956      | Beloved Corinna                                | Dr. Suter                                  |                           |
| 1957      | Der Stern von Afrika                           | Autarca Niemeyer                           |                           |
| 1958      | Madeleine Tel. 13 62 11                        | Gert Kleiber - Arquiteto                   |                           |
| 1959      | Stalingrad: Dogs, Do You Want to Live Forever? | Capelão de guerra Busch                    |                           |
| 1959      | Glück und Liebe in Monaco                      | Editor-chefe                               |                           |
| 1960      | My Schoolfriend                                | Capitão Sander                             |                           |
| 1963      | Jack and Jenny                                 |                                            |                           |
| 1964–1967 | Gewagtes Spiel                                 | Dr. Severin                                | Série de TV, 26 episódios |
| 1966      | Maigret and His Greatest Case                  | André Delfosse                             |                           |
| 1967      | Kurzer Prozess                                 | Wolfert                                    |                           |
| 1967      | Forty Eight Hours to Acapulco                  | Padre Gruner                               |                           |
| 1971      | Das Messer                                     | Coronel Green                              | Minissérie de TV          |
| 1975–1992 | Derrick                                        | Alfred Reimann / Friess / Stössl / Wegmann | Série de TV, 4 episódios  |
| 1980      | Why the UFOs Steal Our Lettuce                 | General estadounidense                     |                           |
| 1983      | S.A.S. à San Salvador                          | David Wise                                 |                           |
| 1985      | Mary Ward                                      | Cardeal Bórgia                             |                           |
| 1985      | The Holcroft Covenant                          | General Heinrich Clausen                   |                           |
| 1988      | Geheime Reichssache                            | Werner von Blomberg                        | Filme de TV               |
| 1991      | Young Catherine                                | Prussian Ambassador                        | Filme de TV               |
| 1993      | Clara                                          | Heinrich Bartels                           | Minissérie de TV          |